# Cuca Tops
Der Cuca Tops FC ist ein 1974 gegründeter Fußballverein aus Rundu in Namibia. Heimatstadion ist das Rundu-Stadion mit 500 Zuschauerplätzen. Präsident ist in seiner vierten Amtszeit seit Juli 2023 Herculano Mwenyo.

## Geschichte
Cuca Tops spielte 1988 und 1989, vor der staatlichen Unabhängigkeit Namibias, in der erstklassigen Namibia National Soccer League. In der Übergangssaison 1990 belegte Cuca Tops den siebten und letzten Rang der Gruppe B. Auch in der Saison 2002/03 war die Mannschaft in der erstklassigen Namibia Premier League, stieg dort aber als Tabellenletzter ab. Von der Saison 2008/09 bis Namibia First Division 2012/13 war Cuca Tops Namibia First Division vertreten und stiegen dann freiwillig ab. Der Verein spielte ab der Saison 2022/23 wieder in der Namibia First Division (Nordosten), der zweithöchsten Spielklasse im namibischen Fußball und stieg zur Saison 2024/25 in die Namibia Premier Football League auf. Diese Saison schlossen sie mit nur einem Sieg als Tabellenletzter ab. Es war das schlechteste Saisonergebnis einer namibischen Erstligamannschaft überhaupt.
Im NFA-Cup 1991 verlor der Verein in der zweiten Runde des nationalen Pokalwettbewerbs. In 2014 und 2015 scheiterte Cuca Tops jeweils in der ersten Runde.